# Pływanie na otwartym akwenie na Mistrzostwach Świata w Pływaniu 2023
Konkurencje w pływaniu na otwartym akwenie na 20. Mistrzostwach Świata w Pływaniu odbywały się w dniach 15–20 lipca 2023 w Parku Nadmorskim Momochi w japońskiej Fukuoce. Łącznie zostało rozegranych pięć konkurencji.

## Medaliści

### Mężczyźni
| Konkurencja       | Złoto                      | Złoto     | Srebro                        | Srebro    | Brąz                       | Brąz      |
| Konkurencja       | Zawodnik                   | Czas      | Zawodnik                      | Czas      | Zawodnik                   | Czas      |
| 5 km (szczegóły)  | Florian Wellbrock · Niemcy | 53:58,0   | Gregorio Paltrinieri · Włochy | 54:02,5   | Domenico Acerenza · Włochy | 54:04,2   |
| 10 km (szczegóły) | Florian Wellbrock · Niemcy | 1:50:40,3 | Kristóf Rasovszky · Węgry     | 1:50:59,0 | Oliver Klemet · Niemcy     | 1:51:00,8 |

### Kobiety
| Konkurencja       | Złoto                | Złoto     | Srebro                           | Srebro    | Brąz                             | Brąz      |
| Konkurencja       | Zawodniczka          | Czas      | Zawodniczka                      | Czas      | Zawodniczka                      | Czas      |
| 5 km (szczegóły)  | Leonie Beck · Niemcy | 59:31,7   | Sharon van Rouwendaal · Holandia | 59:32,7   | Ana Marcela Cunha · Brazylia     | 59:33,9   |
| 10 km (szczegóły) | Leonie Beck · Niemcy | 2:02:34,0 | Chelsea Gubecka · Australia      | 2:02:38,1 | Katie Grimes · Stany Zjednoczone | 2:02:42,3 |

### Zespół
| Konkurencja        | Złoto                                                                                    | Złoto     | Srebro                                                                   | Srebro    | Brąz                                                                      | Brąz      |
| Konkurencja        | Zawodnicy                                                                                | Czas      | Zawodnicy                                                                | Czas      | Zawodnicy                                                                 | Czas      |
| Zespół (szczegóły) | Włochy · Barbara Pozzobon · Ginevra Taddeucci · Domenico Acerenza · Gregorio Paltrinieri | 1:10:31,2 | Węgry · Bettina Fábián · Anna Olasz · Kristóf Rasovszky · Dávid Betlehem | 1:10:35,3 | Australia · Chelsea Gubecka · Moesha Johnson · Nicholas Sloman · Kyle Lee | 1:11:26,7 |

## Klasyfikacja medalowa
*   Gospodarz ( Japonia)
| Miejsce | Reprezentacja     | Złoto | Srebro | Brąz | Razem |
| ------- | ----------------- | ----- | ------ | ---- | ----- |
| 1       | Niemcy            | 4     | 0      | 1    | 5     |
| 2       | Włochy            | 1     | 1      | 1    | 3     |
| 3       | Węgry             | 0     | 2      | 0    | 2     |
| 4       | Australia         | 0     | 1      | 1    | 2     |
| 5       | Holandia          | 0     | 1      | 0    | 1     |
| 6       | Stany Zjednoczone | 0     | 0      | 1    | 1     |
| 6       | Brazylia          | 0     | 0      | 1    | 1     |
| Razem   | Razem             | 5     | 5      | 5    | 15    |